# Nederlandse kampioenschappen schaatsen afstanden 2024 - 500 meter vrouwen
De 500 meter vrouwen op de Nederlandse kampioenschappen schaatsen afstanden 2024 werd gehouden op vrijdag 29 december 2023 in Thialf in Heerenveen. Er reden 21 deelneemsters mee.
Wereldkampioene en titelverdedigster Femke Kok en nummer twee van vorig jaar Jutta Leerdam bezetten dezelfde plaats in de eerste en tweede 500 meter van het kampioenschap. Marrit Fledderus schaatste naar een plek hoger dan vorig jaar en was twee keer derde.
De drie tijdsnelsten mochten naar het EK afstanden en WK afstanden, in dit geval viel dat samen met het eindpodium en werd Isabel Grevelt, de vierde rijdster in de eindklassering, aangewezen als reserve.

## Uitslag
| #      | Schaatsster               | Tijd 1        | Tijd 2     | Punten | Verschil |
| ------ | ------------------------- | ------------- | ---------- | ------ | -------- |
| Goud   | Femke Kok                 | 37,33 (1)     | 37,32 (1)  | 74,650 | +0,00    |
| Zilver | Jutta Leerdam             | 37,69 (2)     | 37,78 (2)  | 75,470 | +0,82    |
| Brons  | Marrit Fledderus          | 37,91 (3)     | 37,84 (3)  | 75,750 | +1,10    |
| 4      | Isabel Grevelt            | 38,09 (5)     | 37,93 (4)  | 76,020 | +1,37    |
| 5      | Naomi Verkerk             | 38,09 (6)     | 38,03 (5)  | 76,120 | +1,47    |
| 6      | Dione Voskamp             | 38,23 (8)     | 38,15 (6)  | 76,380 | +1,73    |
| 7      | Marit van Beijnum         | 38,08 (4)     | 38,34 (10) | 76,420 | +1,77    |
| 8      | Michelle de Jong          | 38,20 (7)     | 38,29 (7)  | 76,490 | +1,84    |
| 9      | Maud Lugters              | 38,23 PR (9)  | 38,33 (8)  | 76,560 | +1,91    |
| 10     | Pien Hersman              | 38,32 (10)    | 38,50 (11) | 76,820 | +2,17    |
| 11     | Helga Drost               | 38,59 (14)    | 38,33 (9)  | 76,920 | +2,27    |
| 12     | Anna Boersma              | 38,45 (12)    | 38,59 (13) | 77,040 | +2,39    |
| 13     | Chloé Hoogendoorn         | 38,53 (13)    | 38,62 (14) | 77,150 | +2,50    |
| 14     | Pien Smit                 | 38,77 (15)    | 38,52 (12) | 77,290 | +2,64    |
| 15     | Sacha van der Weide       | 38,98 (16)    | 39,03 (15) | 78,010 | +3,36    |
| 16     | Sylke Kas                 | 39,17 (17)    | 39,04 (16) | 78,210 | +3,56    |
| 17     | Jillian Knook             | 39,19 PR (18) | 39,34 (17) | 78,530 | +3,88    |
| 18     | Myrthe de Boer            | 39,43 (19)    | 39,38 (18) | 78,810 | +4,16    |
| 19     | Lotte Groenen             | 39,49 PR (20) | 39,71 (19) | 79,200 | +4,55    |
| 20     | Ju-Lin de Visser          | 39,59 (21)    | 39,88 (20) | 79,470 | +4,82    |
| 21     | Antoinette Rijpma-de Jong | 38,41 (11)    | 40,0 (44)  | 38,410 | +40,00   |

1987 · 
1988 · 
1989 · 
1990 · 
1991 · 
1992 · 
1993 · 
1994 · 
1995 · 
1996 · 
1997 · 
1998 · 
1999 · 
2000 · 
2001 · 
2002 · 
2003 · 
2004 · 
2005 · 
2006 · 
2007 · 
2008 · 
2009 · 
2010 · 
2011 · 
2012 · 
2013 · 
2014 · 
2015 · 
2016 · 
2017 · 
2018 · 
2019 · 
2020 · 
2021 · 
2022 · 
2023 · 
2024 · 
2025